# إلفيس فيرمولين
إلفيس فيرمولين (بالفرنسية: Elvis Vermeulen)‏ هو لاعب اتحاد الرغبي فرنسي، ولد في 5 أبريل 1979 في سينليس في فرنسا.

## وصلات خارجية
- إلفيس فيرمولين عل موقع إسبنسكروم (الإنجليزية)
- إلفيس فيرمولين على موقع ItsRugby.co.uk (الإنجليزية)